# Chiesa di San Giacomo Apostolo (Bordolano)
La chiesa di San Giacomo Apostolo è la parrocchiale di Bordolano, in provincia e diocesi di Cremona; fa parte della zona pastorale 2.

## Storia
Nel 964 i fedeli bordolanesi, visto che l'originaria cappella era insufficiente a soddisfare le loro esigenze, chiesero al vescovo Liutprando di Cremona di poterla riedificare con proporzioni maggiori.
La chiesa è poi menzionata nel Liber Synodalium del 1385 e nelle Rationes Censum et Decimarum del 1404, grazie alle quali si conosce che essa dipendeva dalla pieve di Casalbuttano.
Sempre nel Quattrocento la struttura fu modificata mediante il rifacimento dell'abside e l'erezione del campanile.
La chiesa fu visitata all'inizio del XVI secolo dal vescovo Gerolamo Trevisan, che la citò con il doppio titolo di Santa Maria e San Giacomo, e nel 1601 da monsignor Cesare Speciano, il quale annotò che essa era inserita nel vicariato di Robecco d'Oglio e che i fedeli ammontavano a un migliaio; sempre nel Seicento si provvide a costruire le cappelle poste a metà della navata.
Nel 1779 il numero dei parrocchiani era pari a 732 e nel 1786 risultava che a servizio della cura d'anime v'erano un parroco, un curato coadiutore e due cappellani.
La chiesa fu interessata da un rifacimento nel 1846 su disegno di Carlo Visioli; tre anni dopo si provvide a posare il pavimento e nel 1851 a realizzare le lesene.
Sul finire del XIX secolo la facciata fu riedificata su progetto dell'architetto Davide Bergamaschi e il 30 aprile 1905 il vescovo Geremia Bonomelli celebrò la consacrazione.
Tra la fine degli anni sessanta e l'inizio del decennio successivo la chiesa venne adeguata alle norme postconciliari; nei venti anni successivi l'edificio fu oggetto di ulteriori interventi di restauro.

## Descrizione

### Esterno
La facciata a salienti della chiesa, rivolta ad occidente e scandita da lesene, è abbellita da loggette ed è suddivisa verticalmente in tre parti: quella centrale, composta da tre registri, presenta il portale maggiore e sopra una bifora e una finestra circolare murata, mentre le laterali, spartite in due ordini, sono caratterizzate dagli ingressi secondari e degli oculi.
Annesso alla parrocchiale è il campanile a base quadrata, la cui cella presenta su ogni lato una bifora ed è coperto dal tetto a quattro falde.

### Interno
L'interno dell'edificio si compone di un'unica navata, sulla quale si affacciano due cappelle laterali e le cui pareti sono scandite da lesene sorreggenti il cornicione sopra il quale si imposta la volta a botte costolonata; al termine dell'aula si sviluppa il presbiterio, lievemente rialzato e chiuso dall'abside di forma semicircolare, nella quale trovano posto gli stalli del coro, costruiti nel 1812.